# Tiossovo-Netylski
Tiossovo-Netylski (en russe : Тёсово-Нетыльский), est un possiolok (jusqu'en 2009 : une commune urbaine) de l'établissement rural de Tiossovo-Netylski, dont il est le chef-lieu, du raïon de Novgorod dans l'oblast de Novgorod. Sa population s'élevait à 2 437 habitants au recensement de 2010.

## Géographie
La localité est située dans l'oblast de Novgorod, un sujet de la Russie européenne, dans le district fédéral du Nord-Ouest. Tiossovo-Netylski est l'une des 201 localités du raïon de Novgorod,, un raïon du nord-ouest de l'oblast. Le centre administratif du raïon et de l'oblast est la ville de Veliki Novgorod.
Tiossovo-Netylski, comme tout l'oblast de Novgorod, est située dans le fuseau horaire MSK (heure de Moscou). Le décalage horaire appliqué par rapport au temps universel coordonné est +03:00.
Tiossovo-Netylski fait partie de l'établissement rural de Tiossovo-Netylski, une des dix entités municipales du raïon, dont il est par ailleurs le chef-lieu.

## Démographie
Recensements (*) et estimations de la population,:
| 1959* | 1970* | 1979* |
| ----- | ----- | ----- |
| 8 008 | 6 321 | 5 040 |

| 1989* | 2002* | 2010* |
| ----- | ----- | ----- |
| 3 958 | 3 002 | 2 437 |